# Tropidion pusillum
Tropidion pusillum là một loài bọ cánh cứng trong họ Cerambycidae.